# Deborah Lynn Scott
Deborah Lynn Scott, também conhecida como Deborah Scott (1954), é uma figurinista estadunidense. Venceu o Oscar de melhor figurino na edição de 1998 por Titanic.